# Falling in Love with Jazz
Albums de Sonny Rollins
Dancing in the Dark
(1987) Here's to the People
(1991)
Falling in Love with Jazz est un album du saxophoniste ténor Sonny Rollins sorti en 1989 sur le label Milestone.

## Réception
Le critique et auteur de jazz Scott Yanow commente l'album sur AllMusic et qualifie le jeu du saxophoniste et des musiciens qui l'accompagnent de « performance moyenne » mais souligne l'intérêt des morceaux For All We Know et I Should Care où Rollins accompagné par le pianiste Tommy Flanagan forme un duo de ténor avec Branford Marsalis. À propos de ces deux titres, Yanow mentionne aussi sa déception sur le jeu de Marsalis en écrivant qu'il « commet l'erreur fatale d'essayer d'imiter Rollins - au lieu de s'exprimer avec sa propre personnalité musicale ». L'auteur Richard Palmer écrit au contraire que la présence de Marsalis aux côtés de Rollins « revigore le leader ». Enfin Yanow ajoute que le jeu de Rollins sur Tennessee Waltz et Falling in Love with Love est bien meilleur. Palmer regrette l’absence du tromboniste Clifton Anderson sur les titres Little Girl Blue et Tennessee Waltz, ce qu'il considère être « la performance la plus contestable sur l'ensemble de l'album ».
Au Billboard, l'album se classe 6e en 1990 dans la catégorie Top Jazz Albums.

## Titres
| N°     | Titre                     | Compositeur                            | Durée |
| ------ | ------------------------- | -------------------------------------- | ----- |
| Face 1 |                           |                                        |       |
| 1.     | For All We Know           | John Frederick Coots, Sam M. Lewis     | 7:42  |
| 2.     | Tennessee Waltz           | Pee Wee King, Redd Stewart             | 6:18  |
| 3.     | Little Girl Blue          | Lorenz Hart, Richard Rodgers           | 7:41  |
| Face 2 |                           |                                        |       |
| 4.     | Falling in Love with Love | Lorenz Hart, Richard Rodgers           | 4:49  |
| 5.     | I Should Care             | Sammy Cahn, Axel Stordahl, Paul Weston | 7:33  |
| 6.     | Sister                    | Sonny Rollins                          | 7:03  |

Un morceau supplémentaire intitulé Amanda (Sonny Rollins -5:47) est ajouté sur la version au format CD parue en 1990 (ref. MCD-9179-2).

## Enregistrement
Les morceaux sont enregistrés à New York le 3 juin pour les titres 1 et 5, le 5 aout pour les titres 2 et 3 et enfin le 9 septembre 1989 pour les autres titres (4, 6 et 7).
| Musicien          | Instrument                       | Titre           |  | Équipe technique               |             |
| ----------------- | -------------------------------- | --------------- |  | ------------------------------ | ----------- |
| Sonny Rollins     | saxophone ténor                  | 1-7             |  | Sonny Rollins, Lucille Rollins | producteurs |
| Branford Marsalis | saxophone ténor                  | 1, 5            |  |                                |             |
| Clifton Anderson  | trombone                         | 4, 6, 7         |  | Takao Ogawa                    | liner notes |
| Tommy Flanagan    | piano                            | 1, 5            |  | Tim Geelan, Glen Kolotkin      | ingénieurs  |
| Mark Soskin       | piano                            | 2-4, 6-7        |  |                                |             |
| Bob Cranshaw      | basse                            | 2-4, 6-7        |  | Jamie Putnam                   | design      |
| Jerome Harris     | basse guitare guitare électrique | 1, 5 2-3 4, 6-7 |  |                                |             |
| Jack DeJohnette   | batterie                         | 2-4, 6-7        |  | George Horn                    | mastering   |
| Jeff Watts        | batterie                         | 1, 5            |  |                                |             |